# Pierre-François Flaugergues
Pour les articles homonymes, voir Flaugergues.
Pierre-François Flaugergues est un homme politique français né le 14 janvier 1767 au château de la Paraquie à Saint-Cyprien-sur-Dourdou (Aveyron) et mort le 2 novembre 1836 à Combs-la-Ville, (Seine-et-Marne).

## Biographie
Avocat à Toulouse au moment de la Révolution, il devient président de l'administration centrale de l'Aveyron en 1792, prenant parti pour les Girondins. Il se cache jusqu'au 9 thermidor, puis reprend sa profession d'avocat et son poste d'administrateur de l'Aveyron.
Il est nommé sous-préfet de Villefranche-de-Rouergue en 1800, mais en est destitué en 1810. Il est désigné député de l'Aveyron en 1813, siégeant dans l'opposition. Il est l'un des initiateurs du vote de déchéance de Napoléon, le 3 avril 1814. Il devient vice-président de la Chambre des Cent-Jours et participe aux négociations de l'armistice, après la défaite de Waterloo. Réélu en 1815, dans la Chambre introuvable, il ne siège pas, car il ne paye pas assez de cens. Il est maître des requêtes au conseil d'État de 1820 à 1823.
Il est inhumé au cimetière Montmartre, 25e division, chapelle sans porte, concession n° 47-1856, avec son épouse Marie-Antoinette-Sophie de Patris, décédée le 12 février 1856 à Paris 10e arrondissement, sa fille Rose Flaugergues décédée le 26 décembre 1861 à Antony, son fils Pierre-Paul Flaugergues, décédé le 10 décembre 1844 à Toulon.
Il est aussi le père de la poétesse Pauline de Flaugergues (1799-1989).

## Sources
- « Pierre-François Flaugergues », dans Adolphe Robert et Gaston Cougny, Dictionnaire des parlementaires français, Edgar Bourloton, 1889-1891 [détail de l’édition]